# Tóth András (labdarúgó, 1949)
Tóth András (Újpest, 1949. szeptember 5. –) válogatott magyar labdarúgó, sportvezető.

## Pályafutása

### Klubcsapatokban
16 évesen lett az Újpesti Dózsa játékosa. A nagycsapatban először 1968-ban mutatkozott be egy nemzetközi mérkőzésen. A következő évtől már a nagycsapatban szerepel állandóan. Első magyar bajnokságát 1969-ben nyerte meg a Dózsával, melyet 1975-ig sorozatban hétszer megnyert. Emellett háromszor nyerte meg a Magyar Népköztársaság Kupáját (1969, 1970, 1975). 1981-ben 32 évesen két évig a belga Lierse csapatában profiskodott. Hazatérve még két évet játszott az élvonalban, majd az alsóbb osztályú gödi csapatban fejezte be aktív labdarúgó pályafutását. Kiváló rúgótechnikájának köszönhetően sok szabadrúgást értékesített.

### A válogatottban
A magyar válogatottban 17 alkalommal szerepelt 1973 és 1979 között és 1 gólt szerzett. Az 1978-as argentínai világbajnokságon szereplő csapat tagja, az Olaszország elleni mérkőzésen játszott is, és 11-esből ő lőtte a magyar becsületgólt.

### Sportvezetőként
1986 és 1992 között az Újpest labdarúgó szakosztályának technikai vezetője, majd 1992-től igazgatója volt.

## Sikerei, díjai
- Magyar bajnokság
  - bajnok: 1969, 1970-tavasz, 1970–71, 1971–72, 1972–73, 1973–74, 1974–75, 1977–78, 1978–79
- Magyar Népköztársasági (MNK)
  - győztes: 1969, 1970, 1975

## Statisztika

### Mérkőzései a válogatottban
| Magyarország | Magyarország         | Magyarország                                  | Magyarország  | Magyarország | Magyarország  | Magyarország       | Magyarország | Magyarország       |
| #            | Dátum                | Helyszín                                      | Hazai         | Eredmény     | Vendég        | Kiírás             | Gólok        | Esemény            |
| ------------ | -------------------- | --------------------------------------------- | ------------- | ------------ | ------------- | ------------------ | ------------ | ------------------ |
| 1.           | 1973. június 13.     | Budapest, Népstadion                          | Magyarország  | 3 – 3        | Svédország    | vb-selejtező       | -            | 46'                |
| 2.           | 1974. április 17.    | Dortmund, Westfallenstadion                   | NSZK          | 5 – 0        | Magyarország  | barátságos         | -            | 46'                |
| 3.           | 1974. október 13.    | Luxembourg, Municipal Stadion                 | Luxemburg     | 2 – 4        | Magyarország  | Eb-selejtező       | -            |                    |
| 4.           | 1974. október 30.    | Cardiff, Ninian Park                          | Wales         | 2 – 0        | Magyarország  | Eb-selejtező       | -            | 63'                |
| 5.           | 1974. november 10.   | Szófia, Jurij Gagarin-stadion                 | Bulgária      | 0 – 0        | Magyarország  | barátságos         | -            |                    |
| 6.           | 1975. március 26.    | Párizs, Parc des Princes                      | Franciaország | 2 – 0        | Magyarország  | barátságos         | -            | 59'                |
| 7.           | 1975. április 2.     | Bécs, Práter stadion                          | Ausztria      | 0 – 0        | Magyarország  | Eb-selejtező       | -            | 68'                |
| 8.           | 1975. május 7.       | Budapest, Népstadion                          | Magyarország  | 2 – 0        | Bulgária      | olimpiai selejtező | -            |                    |
| 9.           | 1975. augusztus 10.  | Teherán                                       | Irán          | 1 – 2        | Magyarország  | barátságos         | -            |                    |
| 10.          | 1975. szeptember 24. | Budapest, Népstadion                          | Magyarország  | 2 – 1        | Ausztria      | Eb-selejtező       | -            | 75'                |
|              | 1976. február 4.     | Mexikóváros                                   | Mexikó        | 4 – 1        | Magyarország  | barátságos         | -            | 70'                |
| 11.          | 1976. április 30.    | Lausanne, Olimpiai Stadion                    | Svájc         | 0 – 1        | Magyarország  | barátságos         | -            | 67'                |
| 12.          | 1976. május 22.      | Budapest, Népstadion                          | Magyarország  | 1 – 0        | Franciaország | barátságos         | -            | 46'                |
| 13.          | 1976. szeptember 22. | Kelet-Berlin, Friedrich-Ludwig-Jahn-Sportpark | NDK           | 1 – 1        | Magyarország  | barátságos         | -            |                    |
| 14.          | 1977. október 5.     | Budapest, Népstadion                          | Magyarország  | 4 – 3        | Jugoszlávia   | barátságos         | -            | 80'                |
| 15.          | 1978. június 6.      | Mar del Plata, Estadio Mundialista (ARG)      | Olaszország   | 3 – 1        | Magyarország  | vb-csoportkör      | 1            | 46' 81' (11-esből) |
| 16.          | 1979. szeptember 12. | Nyíregyháza                                   | Magyarország  | 2 – 1        | Csehszlovákia | barátságos         | -            | 63'                |
| 17.          | 1979. szeptember 26. | Bécs, Práter-stadion                          | Ausztria      | 3 – 1        | Magyarország  | barátságos         | -            | 77'                |
|              | Összesen             |                                               |               | 17           | mérkőzés      |                    | 1            | gól                |